# قلاتوئية (خبر بافت)
قلاتوئیة (بالفارسية: قلاتوئیه) هي مستوطنة تقع في إيران في Khabar Rural District. يقدر عدد سكانها بـ 9 نسمة .